# Frans de Greve
Frans de Greve (Arnhem, 13 augustus 1803 - Den Haag, 13 oktober 1877) was een Nederlands rechtsgeleerde. 
De Greve was een zoon van mr. Willem Hendrik de Greve (1774-1851), president van het provinciale gerechtshof van Gelderland 1838, en Geertruid Slichtenbree (†1817). Op 25 augustus 1803 werd hij gedoopt te Arnhem. Hij trouwde in 1829 met Eva Joanna Wilhelmina Sluiter (1807-1874), dochter van de bekende predikant ds. Isaäc Sluiter en Anna Arnoldina Sophia Metelerkamp en lid van de familie Sluiter; uit dit huwelijk werden vier zonen geboren.
Hij was na zijn studie (die hij cum laude afsloot met een promotie op 30 november 1825) eerst advocaat vanaf 1825 en hij werd hoogleraar aan de Universiteit van  Franeker in 1828 (tot 1842). De Greve trad als raadsheer toe tot de Hoge Raad der Nederlanden in 1842. Hij werd in 1855 vicepresident van de Hoge Raad. Nog datzelfde jaar werd hij benoemd in de functie van president van de Hoge Raad als opvolger van de kort daarvoor overleden president Johannes op den Hooff. Hij bleef aan als president tot zijn overlijden.